# Jan Hejna
Jan Hejna (7. února 1915 Jaroměř – 23. června 1941 Nieuwe Niedorp) byl český palubní střelec 311. československé bombardovací perutě.

## Život

### Před druhou světovou válkou
Jan Hejna se narodil 7. února 1915 v Jaroměři. Prezenční vojenskou službu absolvoval mezi lety 1933 a 1935, poté působil jako policista. Prodělal soukromý letecký výcvik.

### Druhá světová válka
Po německé okupaci v opustil Jan Hejna v 1. listopadu 1939 ilegálně Protektorát Čechy a Morava a tzv. jižní cestou odešel do Francie, kde byl 25. dubna 1940 v Marseille prezentován u Československé armády v zahraničí. Po pádu Francie v červnu 1940 se evakuoval do Spojeného království. Zde byl přijat do Royal Air Force a působil jako úředník v leteckém depu v Cosfordu. Vzhledem ke svému dřívějšímu pilotnímu výcviku měl zájem stát se pilotem i u RAF, odeslán byl ale do výcviku pro palubní střelce v Dumfries. Po jeho úspěšném absolvování byl přičleněn k 311. československé bombardovací peruti. Dne 23. června 1941 byl členem posádky stroje Vickers Wellington B Mk.Ic T2990 KX-T, který byl během návratu z náletu na Brémy sestřelen letounem Messerschmitt Bf 110 pilotovaným Egmontem Prinzem zur Lippe-Weißenfeld. Pouze velitel stroje Vilém Bufka se zachránil na padáku a padl do zajetí. Ostatní členové posádky zahynuli po zřícení letadla u holandského Nieuwe Niedorpu. Dosáhl hodnosti štábního rotmistra.

### Po druhé světové válce
Těla Jan Hejny a ostatních zůstala pohřbena v troskách letounu, které se zaryly do zemského povrchu. V roce 1989 byl místo upraveno do podoby válečného hrobu. V roce 2022 byly trosky vyzvednuty a ostatky letců pohřbeny na britském válečném hřbitově v Bergen op Zoom.

## Ocenění

### Vyznamenání
- Československý válečný kříž 1939

### Posmrtná ocenění
- Jan Hejna byl v roce 1991 in memoriam povýšen do hodnosti podplukovníka